# Expo '70
Expo '70 (japanska: 日本万国博覧会) var en världsutställning i staden 
Suita i Osaka prefekturen i Japan. Den öppnade den 15 mars 1970 och var Japans första världsutställning.

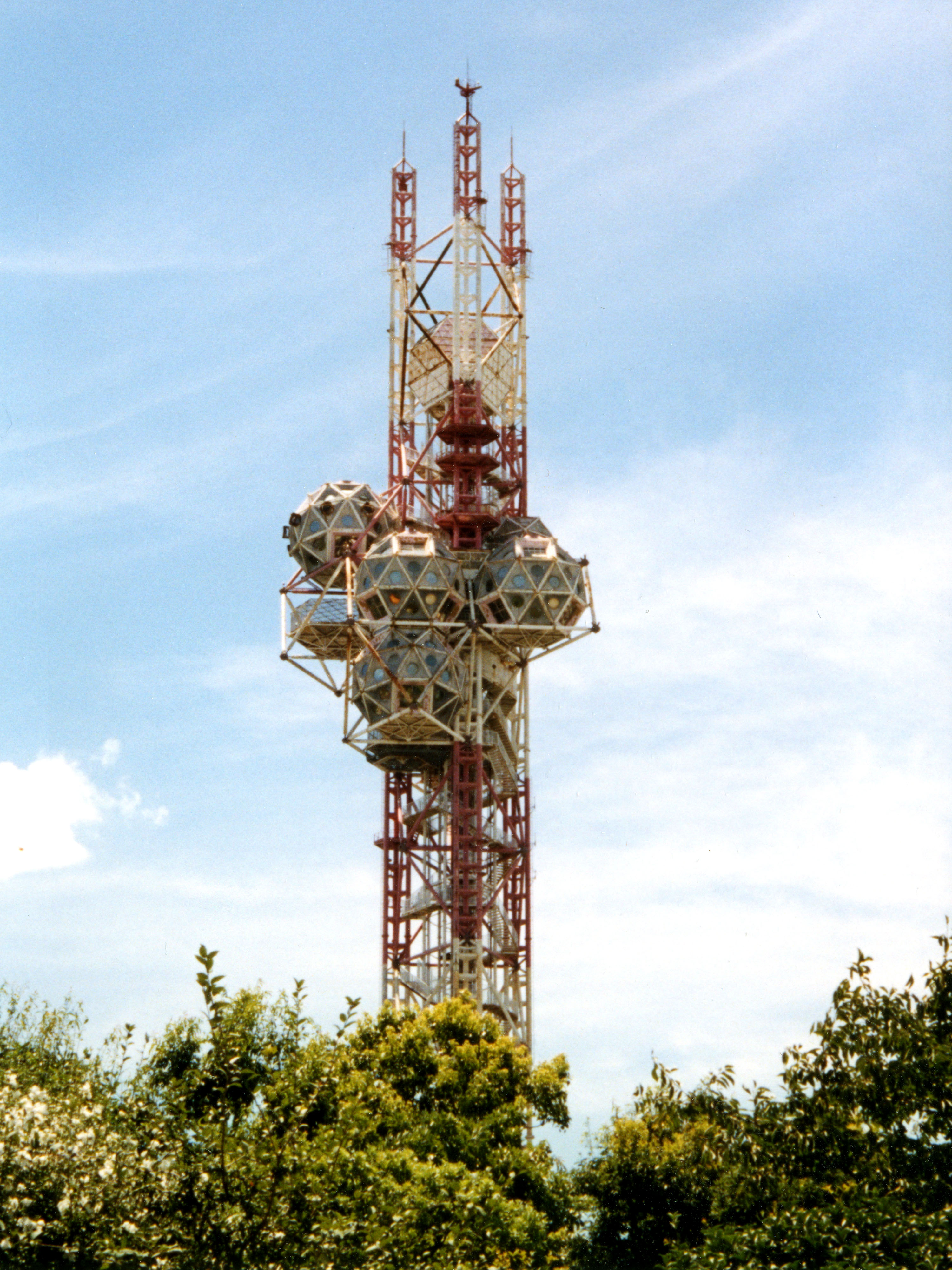
Tornet på Expo '70.

Utställningens tema var "Framgång och harmoni för mänskligheten" (Progress and Harmony for Mankind) och 77 länder deltog, däribland Danmark, Sverige, Norge och Finland. På sex månader fick den mer än 64 miljoner besökare, en publiksiffra som först överträffades av Expo 2010 i Shanghai. Efter utställningen har det omkring 264 hektar stora området omvandlats till en park med flera museer och ett stadium för friidrott.

## Bakgrund
År 1965 utsåg Bureau International des Expositions Osaka till att stå som värd för 1970 års världsutställning. Arkitekten Kenzō Tange utsågs till att planera utställningsområdet och han hade hjälp av 12 andra arkitekter däribland Arata Isozaki. Avsikten var att visa hur modern teknologi kan skapa grunden för fred och hög livskvalitet i världen.

## Paviljonger

Västtyska konsertsalen till höger och Sydkoreas paviljong i mitten.

Västtyskland bidrog med världens första sfäriska konsertsal, där publiken satt i centrum av en glob och lyssnade på tredimensionell modern och klassisk musik från 50 högtalare.

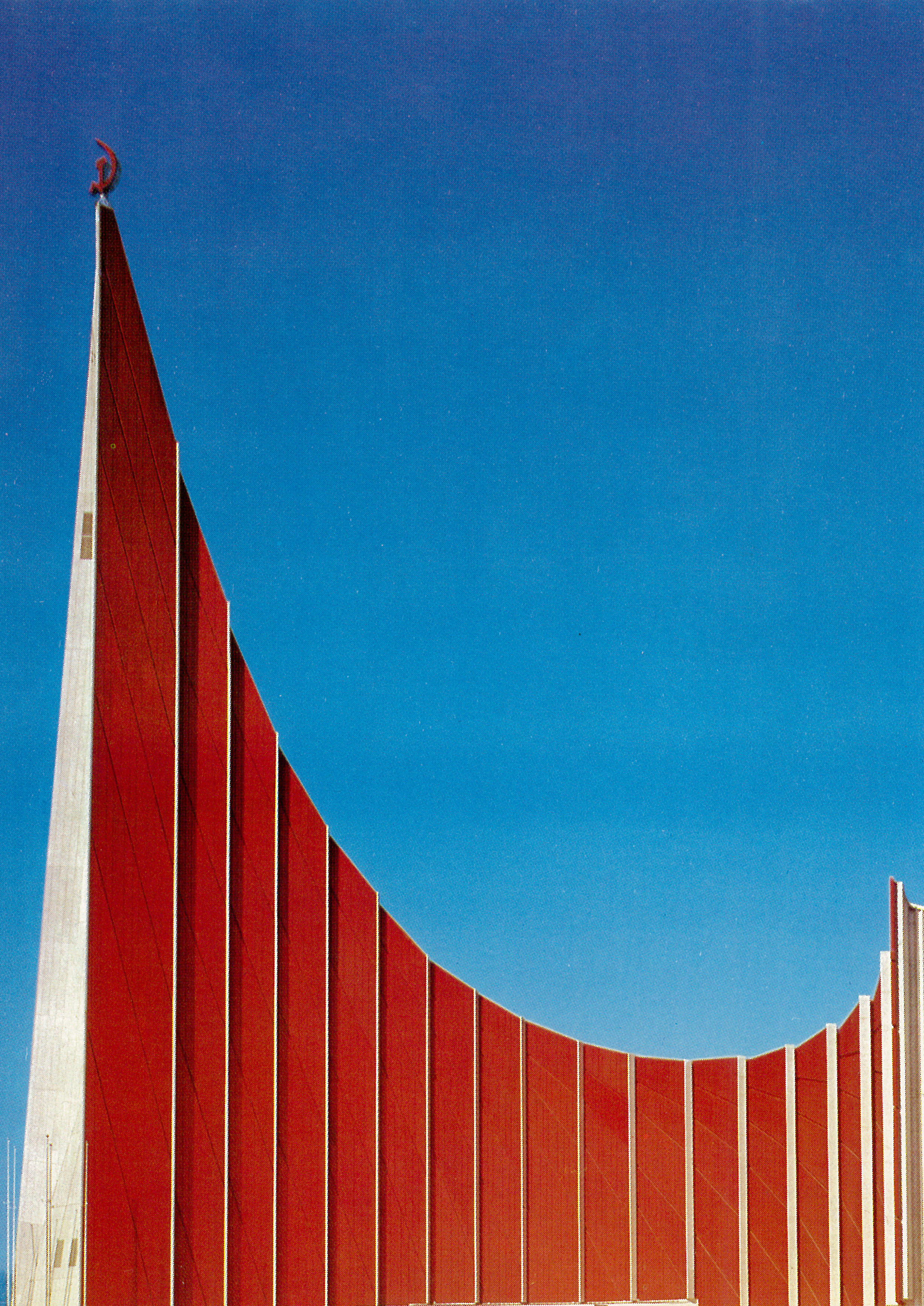
Sovjetiska paviljongen.

Den sovjetiska paviljongen var den högsta på världsutställningen och innehöll förutom utställningar över tekniska och industriella framsteg även ett piano som tillhört tonsättaren Pjotr Tjajkovskij.

## Galleri

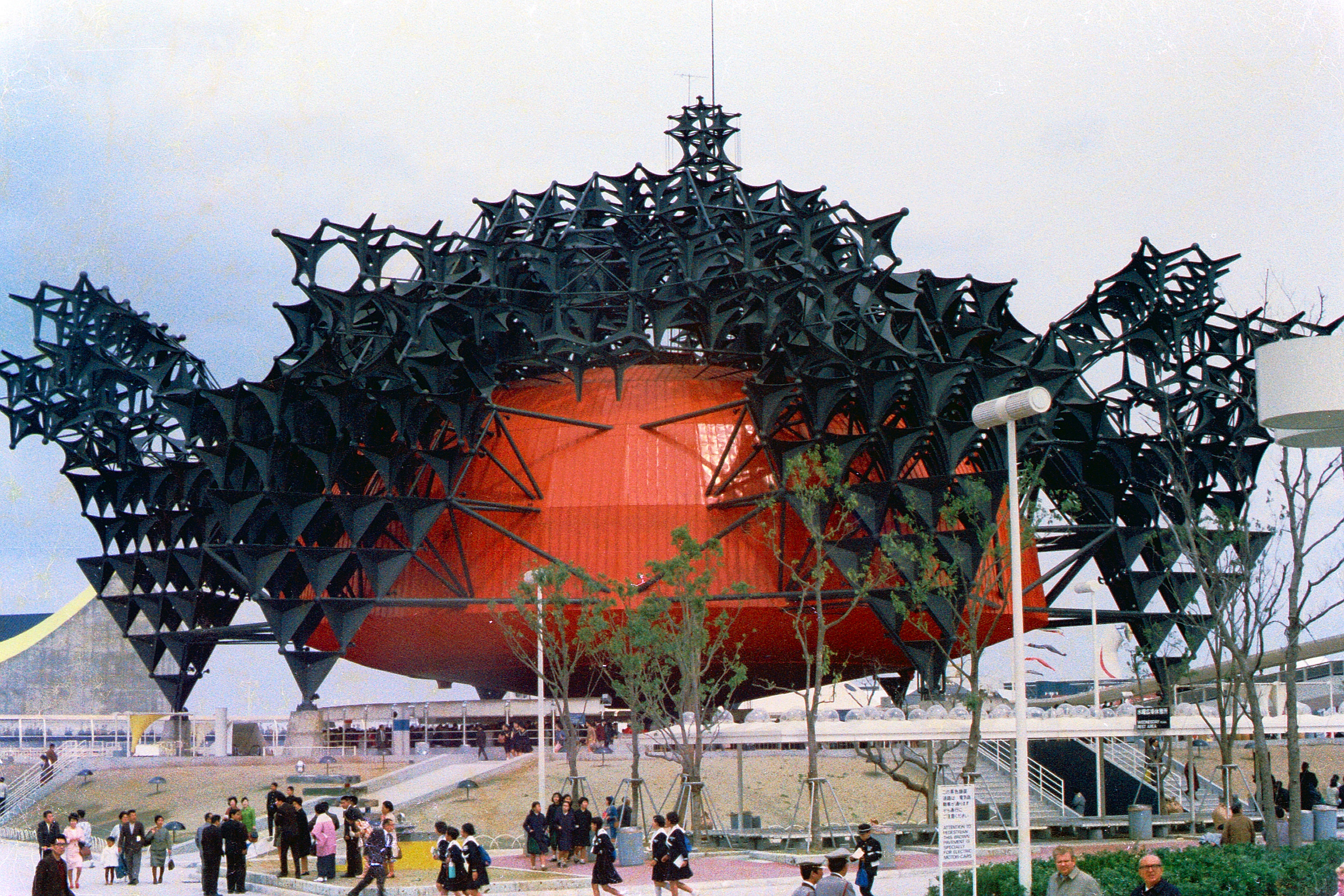
Toshibas paviljon.
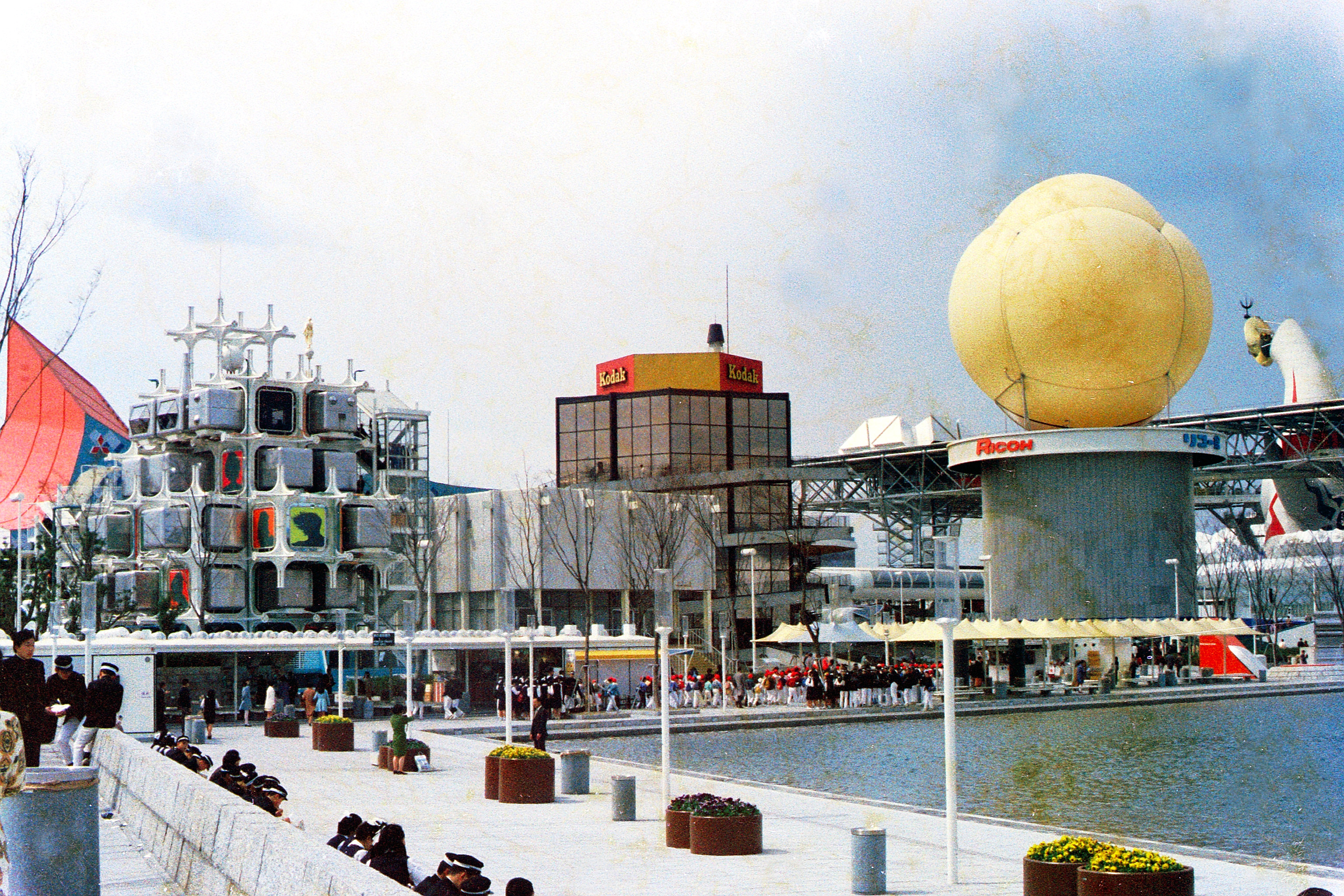
Kodak+Ricohs paviljong.
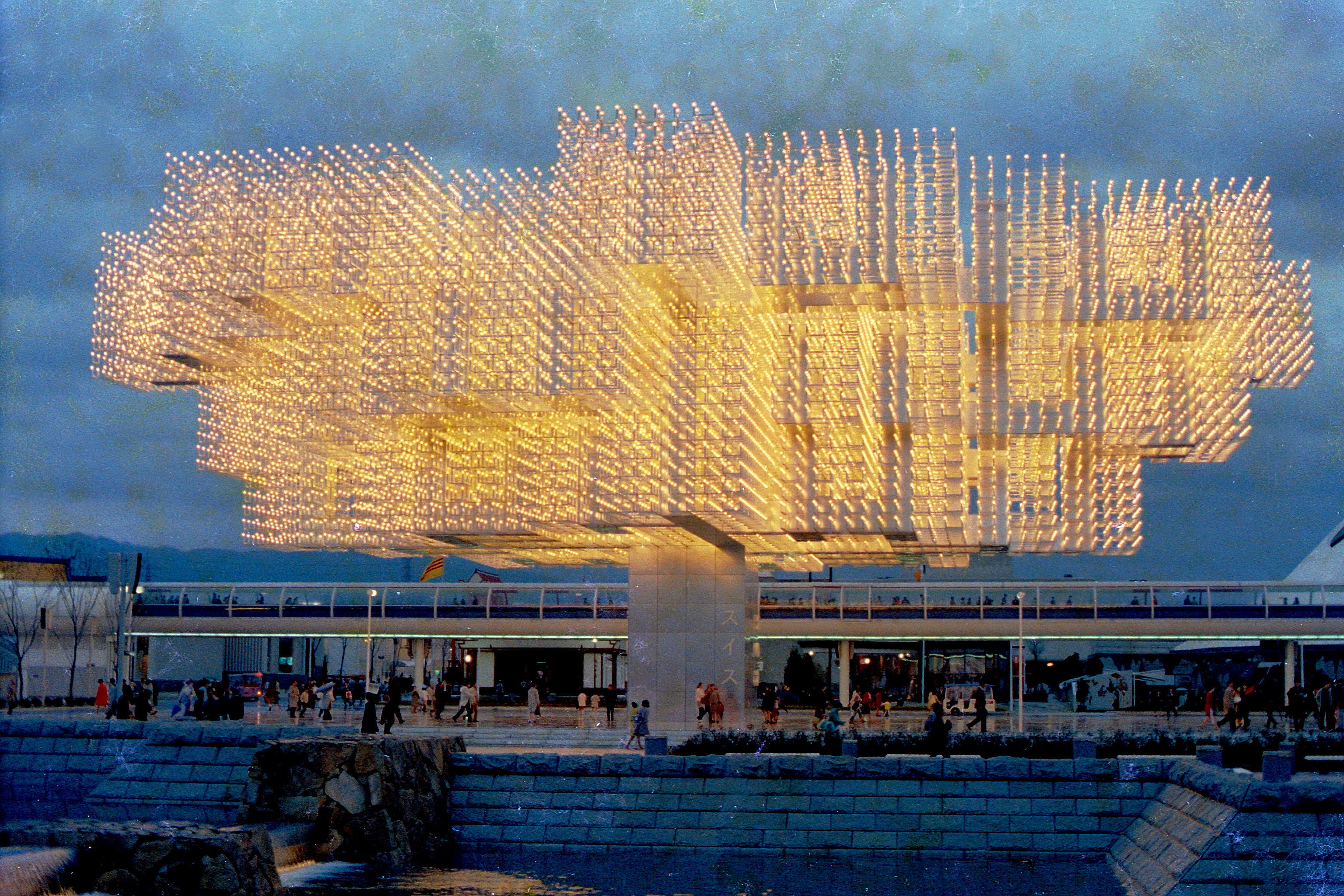
Schweiziska paviljongen.
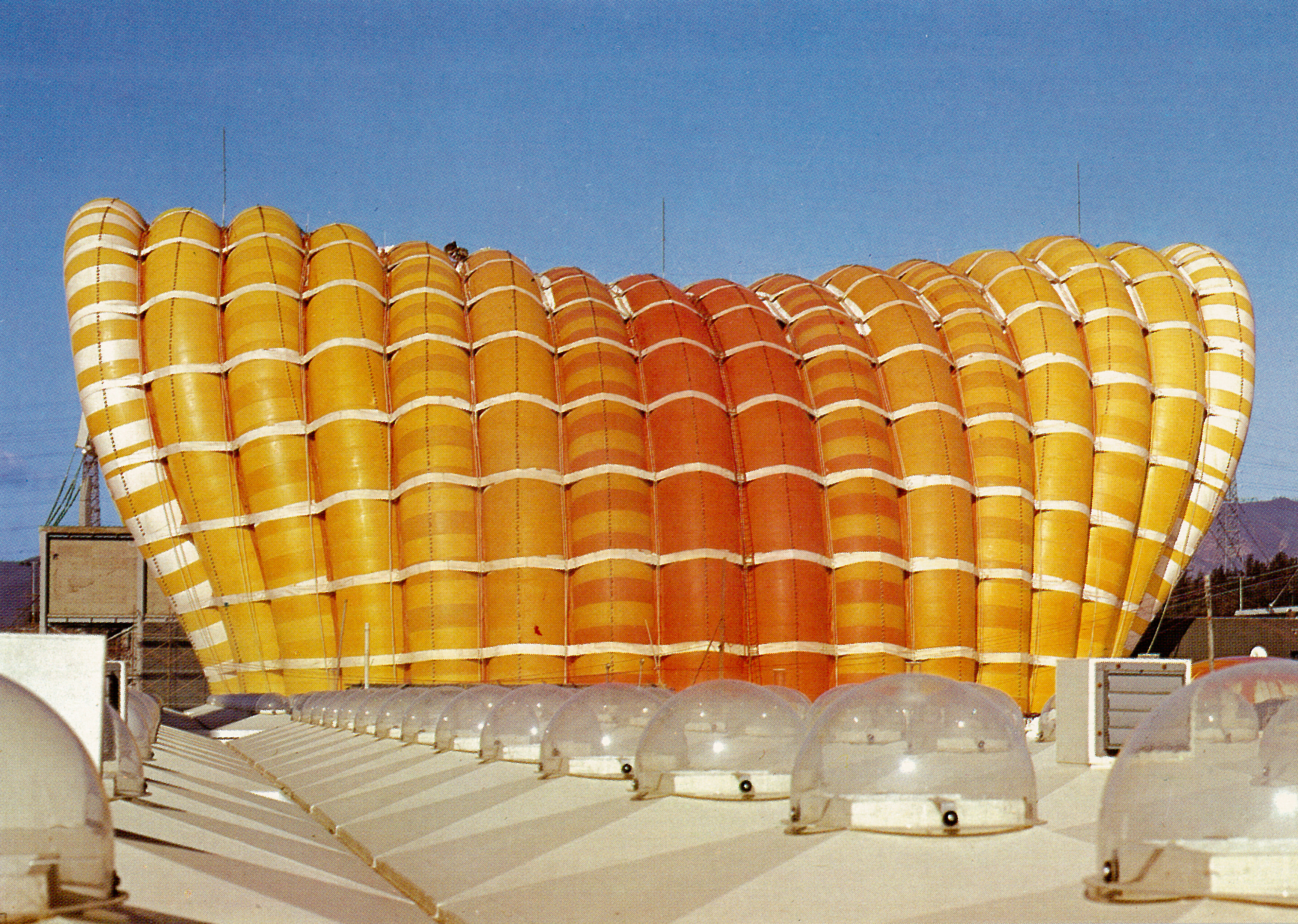
Fujis paviljong.